# Tommy Jeppsson
Stig Anders Tommy Jeppsson, född 3 mars 1948 i Enskede församling i Stockholm, är en svensk militär.

## Biografi
Tommy Jeppsson avlade officersexamen vid Krigsskolan 1974 och utnämndes samma år till officer vid Norrlands trängregemente. Där kom han att tjänstgöra under tre tjänstgöringsperioder, bland annat som plutonchef och kompanichef samt bataljonschef 1993–1995. Han har genomgått högre militär utbildning i Sverige och Norge och har tjänstgjort i internationella uppdrag i Mellanöstern, i Afrika och på Balkan. År 1994 befordrades han till överstelöjtnant. Han var lärare i strategi vid Forsvarets stabsskole i Norge 1997–1999, vid svenska Försvarshögskolan 2000–2004 och vid finländska Försvarshögskolan 2004–2007 och 2009–2010. Han pensionerades från Försvarsmakten 2011.
Jeppsson invaldes 2004 som ledamot av Kungliga Krigsvetenskapsakademien och är sedan 2008 redaktör för Kungl. Krigsvetenskapsakademiens handlingar och tidskrift. Sedan 2008 är han också redaktör för Allmänna försvarsföreningens tidskrift Vårt försvar.
Tommy Jeppsson har tillsammans med Björn Anderson skrivit bland andra Bricka i ett stort spel. När kriget kom till Gotland (2016), Gotland ockuperat! Slaget om Östersjön (2017) och Gotland befriat – men till vilket pris? (2018). De tre böckerna handlar om hur Ryssland ockuperar Baltikum och Gotland samt hur Sveriges politiker reagerar på detta och hur Sverige försvarar Gotland. Den fiktiva skildringen bygger på ett strategiskt-operativt spel som Kungliga Krigsvetenskapsakademien höll 2015 i syfte att utröna vad Sverige i närtid skulle förmå att göra i händelse av en militär konflikt i närområdet. I en recension av den första boken i Svenska Dagbladet heter det: ”Det är en roman med stora pedagogiska förtjänster. Omvärldsbeskrivningen håller hög nivå. Författarna pekar på hur svårt det är för fredsstörda, okunniga politiska beslutsfattare att vakna till insikt om farorna. Förnekelse blir en naturlig ryggmärgsreaktion. Med den följer en tröghet och oförmåga att reagera snabbt och resolut på en hänsynslös motståndares plötsligt iscensatta drag och manövrer. Det står Sverige dyrt.”